# Liste der Ehrenbürger von Ingolstadt
Die Liste der Ehrenbürger von Ingolstadt führt alle Personen auf, denen die Stadt Ingolstadt das Ehrenbürgerrecht verliehen hat.

## Ehrenbürger
- Joseph Gerstner (* 1780 in Eichstätt; † 1854 in München) war Landrichter und Stadtkommissär in Ingolstadt; Ehrenbürger seit 1832
- Marquard Christoph Cajetan Joseph Freiherr von Reichlin-Meldegg (* 1769 in Pfaffenhausen; † 1845 in Ingolstadt) war Generalmajor; Ehrenbürger seit 1840
- Karl Peter Ritter von Becker (* 1778 in Höfen; † 1848 in München) war Generalleutnant und Chef des Ingenieurkorps sowie Festungsbaudirektor in Ingolstadt; Ehrenbürger seit 1842
- Rudolph Freiherr von und zu der Tann-Rathsamhausen (* 1820 in Tann; † 1890 in Erling) war Generalleutnant und Kgl. Bayer. Kammerherr; Ehrenbürger seit 1871
- Karl Theodor von Sauer (* 1834 in Innsbruck; † 1911 in München) war Kgl. Kämmerer, General der Artillerie und Festungsgouverneur in Ingolstadt; Ehrenbürger seit 1895
- Matthias Doll (* 1816 in Pessenbach; † 1898 in Großmehring) war rechtskundiger Bürgermeister; Ehrenbürger seit 1896
- Franz Seraph Limbacher (* 1828 in Herrieden; † 1906 in Eichstätt) war Pfarrer; Ehrenbürger seit 1904
- Ludwig Liebl (* 1874 in Waldkirchen; † 1940 in Ingolstadt) war NSDAP-Mitglied, Gründungsvorsitzender des NS-Ärztebundes sowie Verleger des nationalsozialistischen Donauboten; Ehrenbürger seit 1934 – (Ehrenbürgerschaft 2022 posthum aberkannt.[1])
- Georg Friedrich Schott (* 1868 in Schweinfurt; † 1946 in Ingolstadt) war von 1933 bis 1945 zweiter Bürgermeister (NSDAP); Ehrenbürger seit 1938  – Ehrenbürgerschaft 2022 posthum aberkannt[1]
- Jakob Kroher (* 1863 in Eschenbach in der Oberpfalz; † 1958 in Ingolstadt) war Ingolstadts Rechtskundiger Bürgermeister bzw. Oberbürgermeister von 1896 bis 1920; Ehrenbürger seit 1947
- Josef Listl (* 1893 in Lohstadt; † 1970 in Ingolstadt) war Oberbürgermeister von 1932 bis 1945 (NSDAP) sowie von 1952 bis 1962 (CSU); Ehrenbürger seit 1965  – (Ehrenbürgerschaft 2022 posthum aberkannt.[1])
- Adolf Hitler (* 20. April 1889; † 30. April 1945) war nationalsozialistischer Politiker und Deutscher Reichskanzler; Ehrenbürger seit 1934  – (Ehrenbürgerschaft 2022 posthum aberkannt.[1])
- Otto Schedl (* 1912 in Sinzing; † 1995 in München) war bayerischer Staatsminister für Wirtschaft bzw. Finanzen von 1957 bis 1972; Ehrenbürger seit 1965
- Joseph Schröffer (* 1903 in Ingolstadt; † 1983 in Nürnberg) war Bischof von Eichstätt und später Kurienerzbischof der römisch-katholischen Kirche; Ehrenbürger seit 1976
- Wilhelm Reissmüller (* 1911 in Süßen; † 1993 in Ingolstadt) war Schwiegersohn Liebls und Verlagsleiter von dessen Donauboten sowie Herausgeber des Donaukurier; Ehrenbürger seit 1976
- Fritz Böhm (* 1920 in Jägerndorf, Tschechoslowakei; † 2013 in Ingolstadt) war Betriebsratsvorsitzender der Auto Union, Abgeordneter im Bayerischen Landtag (1958–1965) und im Bundestag (1965–1972) für die SPD; Ehrenbürger seit 2000
- Ferdinand Piëch (* 1937 in Wien; † 2019 in Rosenheim) war von 1988 bis 1993 Vorstandsvorsitzender der Audi AG und von 1993 bis 2002 Vorstandsvorsitzender der Volkswagen AG; Ehrenbürger seit 2001
- Peter Schnell (* 1935 in Ingolstadt;  † 2024), Oberbürgermeister von 1972 bis 2002 (CSU); Ehrenbürger seit 2002
- Hermann Regensburger (* 1940 in Ingolstadt) ist Politiker der CSU und ehemaliger bayerischer Staatssekretär des Inneren, sowie Ex-Mitglied des bayerischen Landtags; Ehrenbürger seit 2009
- Leopold Stiefel (* 1945 in Braunau am Inn, Österreich), Gründer der Elektro-Kette Media Markt und von 2002 bis 2014 CSU-Stadtrat; Ehrenbürger seit 2016
- Horst Seehofer (* 1949 in Ingolstadt), Politiker der CSU, von 2008 bis 2018 Bayerischer Ministerpräsident.